# ゴライコウ
ゴライコウ（欧字名:Goraiko、2020年4月4日 - ）は、日本の競走馬。2022年のJBC2歳優駿の勝ち馬である。
馬名の意味は、御来光。父名の「タルマエ」から樽前山と母名の「予言＋光」より。

## 経歴

### デビュー前
2021年の北海道サマーセール1歳に上場され、700万円（税別）で岡浩二に落札された。

### 2歳（2022年）
2022年8月20日、小倉競馬場6レースの2歳新馬戦（ダート1700m）でデビューし2着。通算3戦目となった9月17日の2歳未勝利戦（中京競馬場・ダート1800m）で初勝利を収めた。11月3日、初の重賞挑戦JBC2歳優駿に出走。単勝22.0倍の9番人気と余り期待されていなかったが、中団から徐々に進出し4コーナーで先頭に立つと、直線で後続勢を突き放し重賞初優勝を飾った。

### 3歳（2023年）
3歳初戦として、2月19日に東京競馬場で行われたヒヤシンスステークス（Listed）に出走。4番人気に推され、5着に敗れた。この後、ドバイに遠征して3月25日のG2UAEダービーに出走したがブービーの12着と大敗を喫した。日本に帰国後、7月12日に行われたJpnIジャパンダートダービーでは道中中団でレースを進めるも直線で伸びを欠き6着。秋に入り9月のJpnIII白山大賞典は7着、10月のグリーンチャンネルカップ（Listed）では最下位16着と精彩を欠いた。

### 4歳（2024年）
4歳初戦となった2月17日小倉のサラ系障害4歳上未勝利では終始後方追走のまま11着に沈んだ。2月21日付けでJRAの競走馬登録を抹消され、大井競馬に移籍することとなった。しかし大井ではレースに出走することなく、4月12日付で地方競馬からも登録を抹消され、引退した。

## 競走成績
以下の内容は、JBISサーチ、netkeiba.com、エミレーツ競馬協会およびTotal Performance Dataの情報に基づく。
| 競走日     | 競馬場   | 競走名          | 格     | 距離（馬場）  | 頭 数 | 枠 番 | 馬 番 | オッズ （人気） | 着順 | タイム （上がり3F） | 着差  | 騎手        | 斤量 [kg] | 1着馬（2着馬）     | 馬体重 [kg] |
| ---------- | -------- | --------------- | ------ | ------------- | ----- | ----- | ----- | --------------- | ---- | ------------------- | ----- | ----------- | --------- | ------------------ | ----------- |
| 2022.08.20 | 小倉     | 2歳新馬         |        | ダ1700m（稍） | 15    | 5     | 10    | 005.90（3人）   | 02着 | R1:48.6（39.1）     | -4.3  | 0幸英明     | 54        | ヤマニンウルス     | 500         |
| 0000.09.03 | 小倉     | 2歳未勝利       |        | ダ1700m（稍） | 16    | 8     | 16    | 004.50（3人）   | 10着 | R1:49.0（41.0）     | -3.2  | 0今村聖奈   | 50        | ゴッドブルービー   | 494         |
| 0000.09.17 | 中京     | 2歳未勝利       |        | ダ1800m（良） | 8     | 3     | 3     | 003.70（2人）   | 01着 | R1:55.6（37.8）     | -0.5  | 0幸英明     | 54        | （ダイメイセブン） | 500         |
| 0000.11.03 | 門別     | JBC2歳優駿      | JpnIII | ダ1800m（重） | 13    | 5     | 6     | 022.00（9人）   | 01着 | R1:53.5（38.8）     | -0.5  | 0石川倭     | 55        | （ベルピット）     | 506         |
| 2023.02.19 | 東京     | ヒヤシンスS     | L      | ダ1600m（良） | 14    | 5     | 8     | 015.40（4人）   | 05着 | R1:38.0（37.0）     | -0.8  | 0川田将雅   | 57        | ペリエール         | 516         |
| 0000.03.25 | メイダン | UAEダービー     | G2     | ダ1900m（Fs） | 13    | 13    | 8     | 026.00（9人）   | 12着 | R2:05.50（45.83）   | -9.69 | 0川田将雅   | 55        | Derma Sotogake     | 計不        |
| 0000.07.12 | 大井     | JDダービー      | JpnI   | ダ2000m（良） | 11    | 7     | 8     | 081.30（8人）   | 06着 | R2:06.7（40.5）     | -2.1  | 0幸英明     | 57        | ミックファイア     | 517         |
| 0000.09.26 | 金沢     | 白山大賞典      | JpnIII | ダ2100m（良） | 12    | 1     | 1     | 037.20（7人）   | 07着 | R2:15.0（39.0）     | -4.0  | 0坂井瑠星   | 51        | ウィルソンテソーロ | 522         |
| 0000.10.09 | 東京     | グリーンChC     | L      | ダ1600m（不） | 16    | 5     | 10    | 193.7（16人）   | 16着 | R1:38.4（39.0）     | -4.1  | 0松岡正海   | 55        | オメガギネス       | 528         |
| 2024.02.17 | 小倉     | 障害4歳上未勝利 |        | 障2860m（良） | 12    | 6     | 7     | 017.70（5人）   | 11着 | R3:19.3（13.9）     | -8.3  | 0小牧加矢太 | 60        | クラップサンダー   | 542         |

- 海外の競走の「枠番」欄はゲート番を記載
- 海外のオッズ・人気はRacing Postのもの（日本式のオッズ表記とした）

## 血統表
| ゴライコウの血統                | ゴライコウの血統                                   | ゴライコウの血統                | （血統表の出典）                | （血統表の出典）  |
| 父系                            | キングマンボ系                                     | キングマンボ系                  | キングマンボ系                  | [ § 2 ]           |
| 父 ホッコータルマエ 2009 鹿毛   | 父の父キングカメハメハ 2001 鹿毛                   | Kingmambo                       | Mr. Prospector                  | Mr. Prospector    |
| 父 ホッコータルマエ 2009 鹿毛   | 父の父キングカメハメハ 2001 鹿毛                   | Kingmambo                       | Miesque                         |                   |
| 父 ホッコータルマエ 2009 鹿毛   | 父の父キングカメハメハ 2001 鹿毛                   | *マンファス                     | *ラストタイクーン               | *ラストタイクーン |
| 父 ホッコータルマエ 2009 鹿毛   | 父の父キングカメハメハ 2001 鹿毛                   | *マンファス                     | Pilot Bird                      |                   |
| 父 ホッコータルマエ 2009 鹿毛   | 父の母マダムチェロキー 2001 鹿毛                   | Cherokee Run                    | Runaway Groom                   | Runaway Groom     |
| 父 ホッコータルマエ 2009 鹿毛   | 父の母マダムチェロキー 2001 鹿毛                   | Cherokee Run                    | Cherokee Dame                   |                   |
| 父 ホッコータルマエ 2009 鹿毛   | 父の母マダムチェロキー 2001 鹿毛                   | *アンフォイルド                 | Unbridled                       | Unbridled         |
| 父 ホッコータルマエ 2009 鹿毛   | 父の母マダムチェロキー 2001 鹿毛                   | *アンフォイルド                 | Bold Foil                       |                   |
| 母 プロフェシーライツ 2000 栗毛 | 母の父*アフリート Afleet 1984 栗毛                 | Mr. Prospector                  | Raise a Native                  | Raise a Native    |
| 母 プロフェシーライツ 2000 栗毛 | 母の父*アフリート Afleet 1984 栗毛                 | Mr. Prospector                  | Gold Digger                     |                   |
| 母 プロフェシーライツ 2000 栗毛 | 母の父*アフリート Afleet 1984 栗毛                 | Polite Lady                     | Venetian Jester                 | Venetian Jester   |
| 母 プロフェシーライツ 2000 栗毛 | 母の父*アフリート Afleet 1984 栗毛                 | Polite Lady                     | Friendly Ways                   |                   |
| 母 プロフェシーライツ 2000 栗毛 | 母の母*ストームザミント Storm the Mint 1993 黒鹿毛 | Storm Cat                       | Storm Bird                      | Storm Bird        |
| 母 プロフェシーライツ 2000 栗毛 | 母の母*ストームザミント Storm the Mint 1993 黒鹿毛 | Storm Cat                       | Terlingua                       |                   |
| 母 プロフェシーライツ 2000 栗毛 | 母の母*ストームザミント Storm the Mint 1993 黒鹿毛 | Mint Cooler                     | Key to the Mint                 | Key to the Mint   |
| 母 プロフェシーライツ 2000 栗毛 | 母の母*ストームザミント Storm the Mint 1993 黒鹿毛 | Mint Cooler                     | Zippy Do                        |                   |
| 母系(F-No.)                     | ストームザミント(USA)系(FN:2-s)                    | ストームザミント(USA)系(FN:2-s) | ストームザミント(USA)系(FN:2-s) | [ § 3 ]           |
| 5代内の近親交配                 | Mr. Prospector 4×3 ＝ 18.75％                      | Mr. Prospector 4×3 ＝ 18.75％   | Mr. Prospector 4×3 ＝ 18.75％   | [ § 4 ]           |
| 出典                            | 1. 2. 3. 4.                                        | 1. 2. 3. 4.                     | 1. 2. 3. 4.                     | 1. 2. 3. 4.       |

- 母の半姉オーナーザミントの産駒にオノユウ（エーデルワイス賞、栄冠賞、フローラルカップ）、半妹ピサノベネチアンの孫にセットアップ（札幌2歳ステークス）がいる。